# Kansas City (Missouri)
Kansas City és la ciutat més gran de Missouri amb prop de 630,387 habitants. L'àrea metropolitana té prop de dos milions de persones i abasta set comtats en dos estats: Kansas i Missouri. És a la riba del riu Missouri.
Kansas City va ser fundada en 1838 com "Townof Kansas", en la confluència dels rius Missouri i Kansas i va ser incorporada en 1850. Situada enfront de Kansas City, Kansas, la ciutat va ser el lloc de diverses batalles durant la Guerra Civil, incloent la batalla de Westport. La ciutat és coneguda per les seves contribucions als estils musicals del jazz i el blues, així com a la cuina. El març de 2012 el centre de Kansas City va ser seleccionat com un dels millors de les ciutats dels Estats Units per la revista Forbes, per la seva cultura rica en art, nombroses fonts, tendes de luxe i diversos locals de cuina.
L'àrea metropolitana té prop de 2 milions d'habitants i abasta quinze comtats en dos estats: Kansas i Missouri. La ciutat està dividida en dues parts per una frontera interestatal, per la qual cosa existeixen dues ciutats amb el mateix nom, Kansas City, Missouri i Kansas City, Kansas.

## Història
Kansas City es va constituir oficialment el 28 de març de 1853, al territori a banda i banda de la frontera entre Missouri i Kansas, en la confluència dels rius Kansas i Missouri, que va ser considerat un bon lloc per construir un assentament.
La primera visita europea documentada a Kansas City va ser la de l'explorador francès Étienne de Veniard, Sieur de Bourgmont, qui també va ser el primer europeu a explorar la part baixa del riu Missouri. Criticat pel seu maneig a un atac de nadius americans a Fort Detroit, va abandonar el seu càrrec com a comandant de la fortalesa i va evitar a les autoritats franceses. Bourgmont vivia amb una dona nativa americana de la tribu Missouria, a uns 140 quilòmetres a l'est, a prop de Brunswick, Missouri, comercialitzant pells il·legalment.
Espanya es va fer càrrec de la regió després de la signatura del Tractat de París (1763), però no va tenir un paper important a la zona a part del cobrament d'impostos i la concessió de llicències per al tràfic en el riu Missouri. Els francesos van continuar amb el comerç de pells sota llicència espanyola.
Després de la compra de Louisiana, Lewis i Clark van visitar la confluència dels rius Missouri i Kansas i van assenyalar que era un bon lloc per construir un fort.
El 1831 un grup de mormons de Nova York es van establir en una zona que més tard seria part de Kansas City. Ells van construir la primera escola dins dels límits actuals de la ciutat, però van ser expulsats per la violència del carrer el 1833.
Durant la Guerra Civil Kansas City i els seus voltants van tenir intensa activitat militar, encara que la primera batalla a l'agost de 1862 va resultar en una victòria confederada. La segona batalla també va donar lloc a un triomf dels confederats, amb un alt preu en ser derrotats en la Batalla de Westport l'endemà, que va posar fi als esforços de la Confederació a ocupar la ciutat.
D'altra banda, el general Thomas Ewing, en resposta a una incursió reeixida en la propera Lawrence, Kansas, dirigida per William Quantrill, va emetre l'Ordre General Nº 11, obligant al desallotjament dels residents en quatre comtats de l'oest de Missouri, incloent el comtat de Jackson, excepte els quals vivien a la ciutat i les comunitats properes i aquells la lleialtat dels quals a la Unió va ser certificada per Ewing.
Després de la Guerra Civil Kansas City va créixer ràpidament. La selecció de la ciutat de Leavenworth, Kansas, per al pont del ferrocarril Hannibaland St. Joseph Railroad sobre el riu Missouri, va provocar un fort creixement de la població, després de 1869 quan el Pont va ser obert. El boom va provocar un canvi de nom a Kansas City el 1889 i la ciutat estén els seus límits al sud i a l'est. Westport va passar a formar part de Kansas City el 2 de desembre de 1897 i el 1900 Kansas City era la vint-i-dosena ciutat més gran del país, amb 163.752 habitants.
A la fi del segle xix i inicis del segle xx, els diferents partits polítics van tractar de guanyar influència a la ciutat, diversos edificis i estructures importants van ser construïts durant aquest temps, incloent el Kansas CityCity Hall i el palau de justícia del comtat de Jackson.
El desenvolupament suburbà de Kansas City originalment va començar amb la implementació dels tramvies en les primeres dècades del segle xx. El 1950 els afroamericans representaven el 12,2 % de la població de Kansas City. L'assassinat de Martin Luther King Jr. va ser un catalitzador per al motí de Kansas City el 1968. En aquest moment els barris marginals també començaven a formar-se a l'interior de la ciutat i els que podien permetre's el luxe de sortir, es van mudar als suburbis i a les zones exteriors de la ciutat. Mentre la població de la ciutat va continuar creixent, el centre de la ciutat també ha seguit disminuint.
El 1940 la ciutat tenia uns 400.000 habitants, l'any 2000 la mateixa zona va ser la llar de només al voltant de 180.000. De 1940 a 1960 la ciutat ha duplicat la seva grandària física, al mateix temps que augmenta la seva població en només uns 75.000 habitants. El 1970 la ciutat tenia una superfície total d'aproximadament 820 quilòmetres quadrats, més de cinc vegades la seva grandària el 1940.

## Geografia
Kansas City està situada en les coordenades 39° 7′ 31″ N, 94° 33′ 4″ O / 39.12528°N,94.55111°O. Segons l'Oficina del Cens dels Estats Units, Kansas City té una superfície total de 826,29 km², de la qual 815,71 km² corresponen a terra ferma (1,28%) i 10,57 km² és aigua.

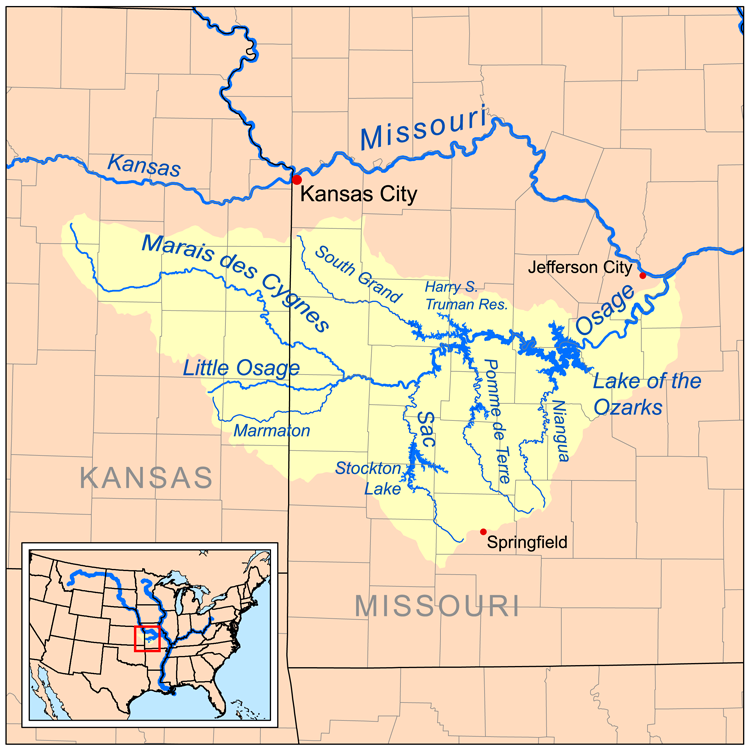
Kansas City en un mapa del riu Osage…
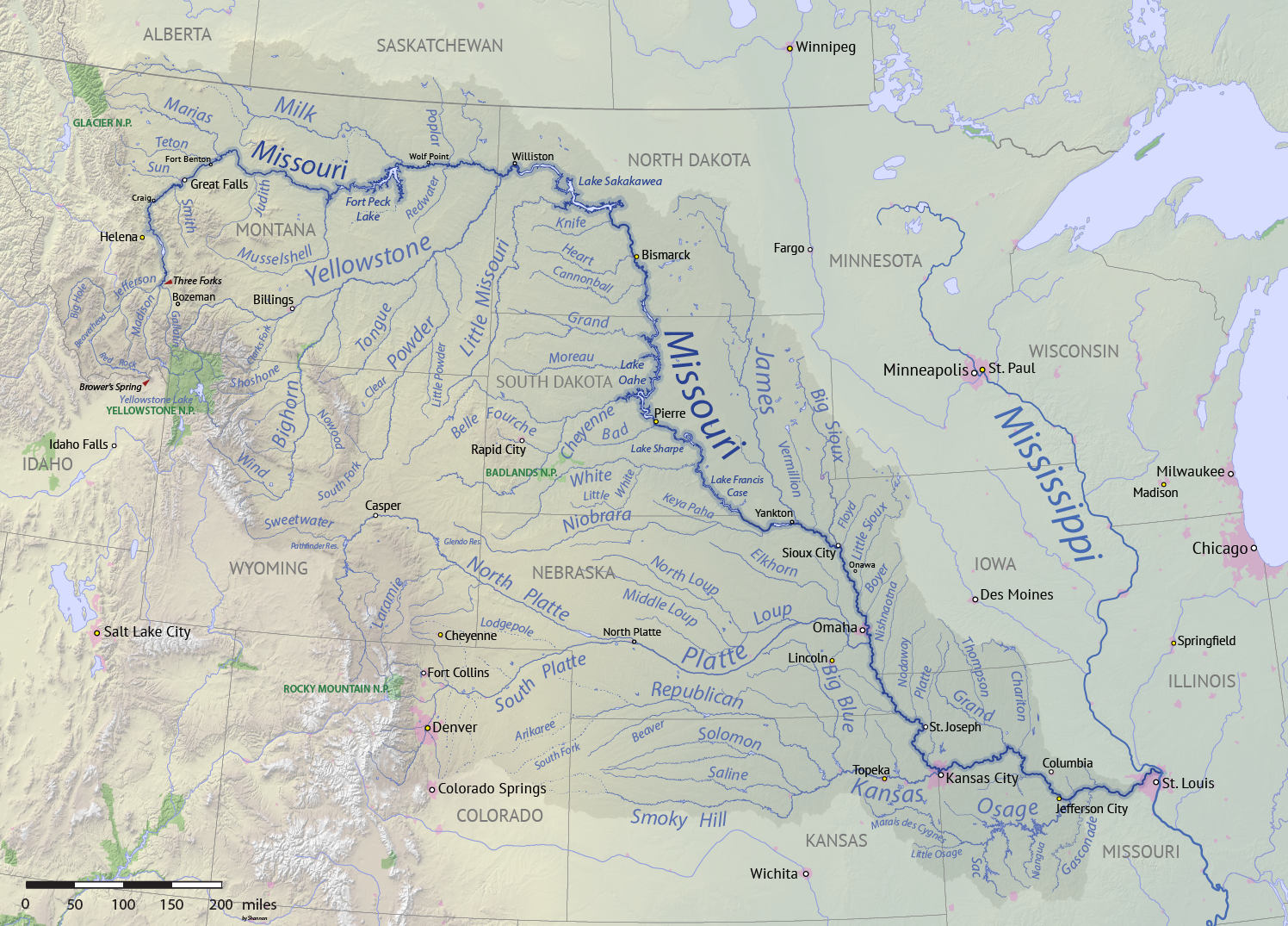
...en un mapa del riu Missouri…
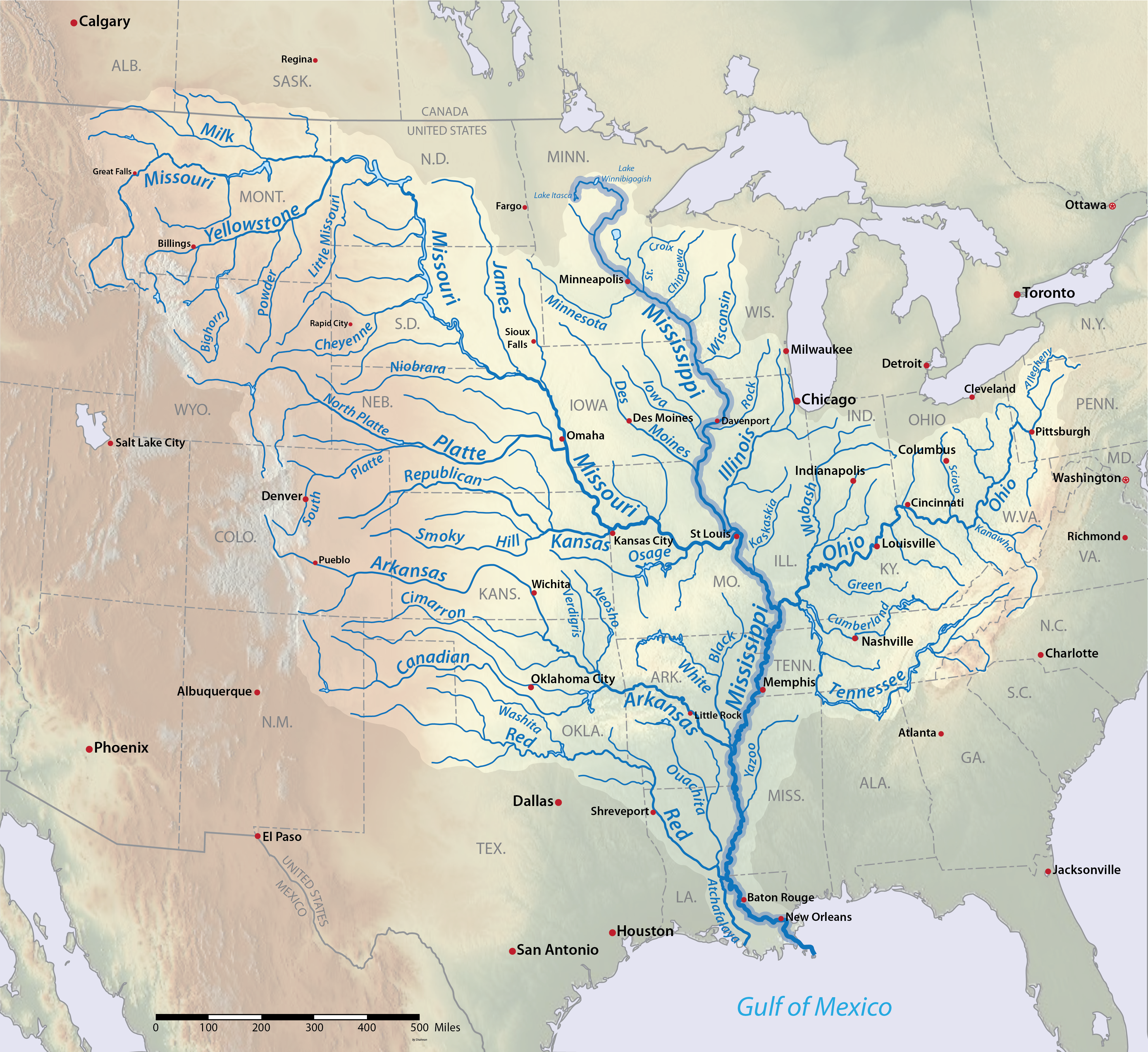
...i en un mapa del Mississipi

### Clima
Kansas City es troba en el mig oest dels Estats Units, a prop del centre geogràfic del país en la confluència del segon riu més gran del país, el riu Missouri i el riu Kansas (també conegut com el riu Kaw). El clima de la ciutat es troba en la transició entre subtropical humit i continental humit en la classificació climàtica de Köppen, amb quatre estacions ben diferenciades, precipitacions moderades i un important potencial per a les temperatures extremes. El mes més calorós de l'any és juliol, amb una temperatura mitjana de 27,3 °C. Els estius són calorosos i humits, amb aire humit provinent del golf de Mèxic, i les altes temperatures superen els 38 °C en alguns dies de l'any. La tardor es caracteritza per dies temperats i nits fresques. El mes més fred de l'any és gener, amb una temperatura mitjana de –0,1 °C. La temperatura més alta va ser de 44 °C, registrada el 13 d'agost de 1954, i la més baixa és de –28 °C, registrada el 22 de desembre de 1989.
Kansas City es troba a la zona dels tornados, una àmplia regió on l'aire fred de les Muntanyes Rocoses al Canadà xoquen amb l'aire calent del golf de Mèxic, la qual cosa porta a la formació de tempestes de gran abast especialment durant la primavera.

## Economia
L'àrea Metropolitana de Kansas City és la més gran, influent i important economia de la seva regió, històricament ha estat al costat de Chicago i Cincinnati una de les capitals de la carn dels Estats Units. És la seu de diverses empreses que estan incloses en la llista del Fortune 500 i a partir de 2006 és la seu de deu de les empreses del Fortune 1000.

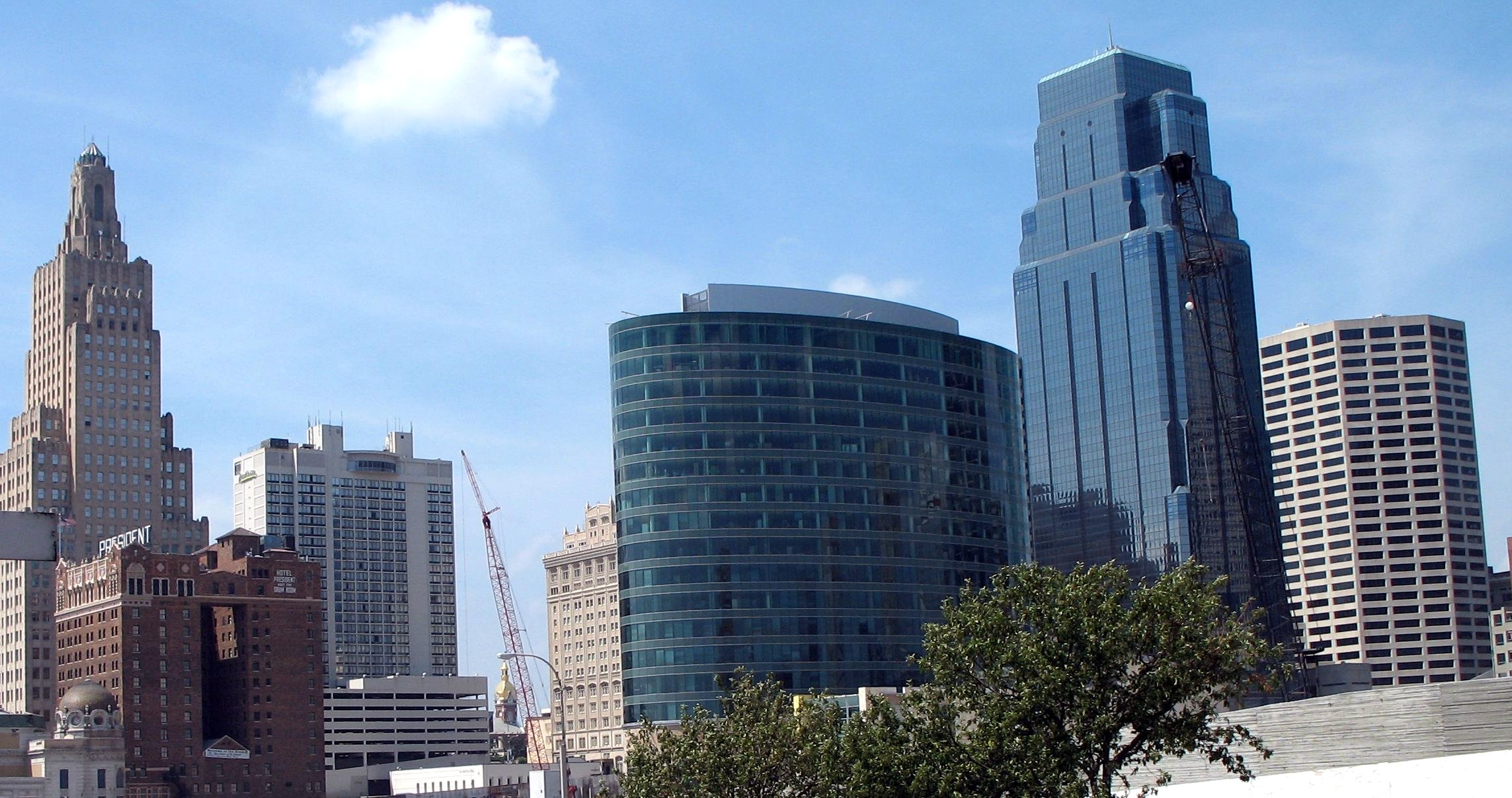
Seu d'H&R Block's al centre de Kansas City.

Kansas City és una de les deu ciutats amb oficina regional del Govern dels Estats Units, que és el major ocupador a l'àrea, amb més de 146 agències federals que mantenen presència a la ciutat. L'Internal Revenue Service manté un centre de servei gran a la ciutat que és de gairebé 130.000 metres quadrats. La instal·lació de l'IRS és una de les úniques dues instal·lacions al país que processa declaracions en paper. L'IRS té aproximadament 2.700 empleats a temps complet i més de 4.000 empleats durant la temporada d'impostos, amb la incorporació de treballadors temporals.
La comunitat empresarial és atesa per dues revistes de negocis importants, el Kansas City Business Journal (publicat setmanalment) i la revista Ingram (publicació mensual), així com nombroses publicacions més petites. La Reserva Federal de Kansas City va construir un edifici nou que es va inaugurar el 2008. Missouri és l'únic estat que té dos de les 12 seus de la Reserva Federal (Saint Louis també té una seu).
Una de les majors plantes de fabricació de medicaments dels Estats Units és el Sanofi-Aventis situada en el sud de Kansas City al campus desenvolupat per Ewing Kauffman.
Ford Motor Company opera una planta de fabricació als afores de Kansas City a Claycomo, Missouri, que actualment construeix el Ford Escape, Mazda Tribute, Ford F-150 i Mercury Mariner. La General Motors també opera una planta de muntatge situada en el veí Kansas City, Kansas.
Amb un Producte Brut Metropolità de $ 41,68 mil milions el 2004, l'economia de Kansas City (Missouri) representa el 20,5% del producte brut de l'estat de Missouri.

## Esports
Els equips esportius professionals a Kansas City inclouen els Kansas City Chiefs (futbol americà de l'NFL), els Kansas City Royals (beisbol de l'MLB), Sporting Kansas City (futbol de l'MLS) i els Kansas City Warriors (MLUSA).
Kansas City està en el procés de construir un pavelló nou que s'espera que rebi un equip d'hoquei de l'NHL o un equip de bàsquet de l'NBA.
Els Chiefs van començar a jugar el 1960 com els Dallas Texans i es van mudar a Kansas City el 1963. Els Royals van iniciar el 1969 i és l'únic equip de categories majors a KC que no s'ha mogut ni canviat de nom. Els Kansas City Wizards van ser membre fundador de la Major League Soccer. El 2011 l'equip va passar a anomenar-se Sporting Kansas City i es va mudar al seu nou estadi, el Children's Mercy Park a Kansas City, Kansas.
Kansas City solia ser la seu d'un equip de l'NBA, els Rochester Royals, que s'havia originat el 1945 a Rochester, Nova York, abans de convertir-se en els Cincinnati Royals. L'equip es deia Kansas City-Omaha Kings de 1972 a 1975, ja que va jugar partits a casa a ambdues ciutats. El 1975, l'equip va jugar exclusivament a Kansas City, i va ser conegut com els Kansas City Kings. Els Kings van jugar allà fins a 1985, quan la franquícia es va mudar a Califòrnia i es va convertir en els Sacramento Kings.

## Atraccions
Kansas City compta amb un important museu, el Museu Nelson-Atkins, que deu el seu nom i el seu origen a dos filantrops de la ciutat. Aquest museu compta amb pintures tant antigues com modernes, d'artistes com Caravaggio, Rembrandt, Van Gogh i Kandinsky.
Kansas City ocupa el segon lloc del món en el nombre de fonts (160), superat solament per Roma.

## Paisatge
Kansas City, Missouri, està organitzat en un sistema de més de 240 veïnats, alguns abans sent ciutats limítrofes. El Downtown està remodelant-se amb nous condominis, apartaments i oficines. Tot això ha millorat l'ambient de la ciutat, a prop del Downtown, el nucli urbà de la ciutat té una varietat de veïnats, incloent els històrics Westport, Ivanhoe, HydePark, Squire Park, el Districte Crossroads Arts, 18th and Historic District, Pendleton Heights, Quality Hill, West Bottoms, i el RiverMarket. Els dos altres veïnats a prop del centre són populars pel sobrenom Country Club Plaza (o simplement el "Plaza"), south Plaza i nearby Brookside.

## Educació
A la major part de la ciutat, el Districte Escolar de Kansas City, Missouri, gestiona escoles públiques.